# 루이스 알베르토 스피네타
루이스 알베르토 스피네타(스페인어: Luis Alberto Spinetta, 1950년 1월 23일 ~ 2012년 2월 8일)는 아르헨티나의 가수, 기타리스트, 작곡가이자 시인으로 엘 플라코(스페인어: El Flaco)라는 이름으로도 유명하다. 아르헨티나 록의 창시자 중 한명이며, 스페인어로 하는 록계의 성육신으로 불리는 등 아르헨티나의 음악인 중에서 가장 영향력 있는 사람 중 한명이다. 부에노스아이레스에 태어났으며, 알멘드라, 페스카도 라비오소, 인비지블, 스피네타 하데, 스피네타 이 로스 소시오스 델 데시에르토 등의 밴드를 만들기도 하였다.
아르튀르 랭보, 빈센트 반 고흐, 칼 융, 지그문트 프로이트, 프리드리히 니체, 미셸 푸코, 질 들뢰즈, 카를로스 카스타네다, 앙토냉 아르토 등의 시인과 예술가, 작가에게서 영향을 받은 가사를 쓴다. 특이 앙토냉 아르토의 이름을 따 《Artaud》라는 음반을 만들기도 하였다.
2011년 12월 폐암을 앓고 있는 것을 발표하였으며, 이듬해 2월 8일 향년 62세의 나이로 사망하였다. 스피네타의 재는 그의 마지막 소원에 따라 부에노스아이레스 라플라타강의 곳곳에 뿌러졌다.

## 사망
스피네타는 2012년 2월 8일 폐암으로 향년 62세의 나이를 일기로 사망하였다.

## 가족
스피네타는 1976년생 단테, 1979년생 가타리나, 1983년생 발렌티노, 1991년생 베라까지 총 네 명의 아이가 있었다.

## 사후
2020년 1월 23일, 구글은 구글 두들을 통해 스피네타의 70번째 생일을 축하하였다.

## 디스코그래피

### 알멘드라
- Almendra (1969)
- Almendra II (1970)
- El Valle Interior (1980)
- Almendra en Obras I/II (1980, 라이브 음반)

### 페스카도 라피오소
- Desatormentándonos (1972)
- Pescado 2 (1973)
- Artaud (1973)

### 인비지블
- Estado de coma (1974)
- Invisible (1974)
- La llave del Mandala (1974)
- Viejos ratones del tiempo (1974
- Durazno Sangrando (1975)
- El jardín de los presentes (1976)

### 스피네타 하데
- Alma de Diamante (1980)
- Los Niños Que Escriben En El Cielo (1981)
- Bajo Belgrano (1983)
- Madre en Años Luz (1984)

### 스피네타 이 로스 소시오스 델 데시에르토
- Socios del Desierto (1996)
- San Cristóforo (1998, 라이브 음반)
- Los Ojos (1999)

### 솔로
- Spinettalandia y Sus Amigos - La Búsqueda de la Estrella (1971)
- Artaud (1973, edited as an album of Pescado Rabioso)
- A 18´ del Sol (1977)
- Only Love Can Sustain (1980) (Solo el Amor Puede Sostener)
- Kamikaze (1982)
- Mondo Di Cromo (1982)
- Privé (1986)
- La La La (1986, con Fito Páez)
- Téster de Violencia (1988)
- Don Lucero (1989)
- Exactas (1990, 라이브 음반)
- Pelusón Of Milk (1991)
- Fuego Gris (1993, 사운드트랙)
- Estrelicia  (1997, MTV Unplugged)
- San Cristóforo: Un Sauna de Lava Eléctrico (1998, 라이브 음반)
- Elija y Gane (1999, greatest hits)
- Silver Sorgo (2001)
- Argentina Sorgo Films Presenta: Spinetta Obras (2002, 라이브 음반)
- Para los Árboles (2003)
- Camalotus (2004)
- Pan (2006)
- Un Mañana (2008)
- Spinetta y las Bandas Eternas (2010, 라이브 음반)
- Los Amigo (2015)
- Ya no mires atrás (2020) (recorded between 2008-2009)
- Presentación ARTAUD - 1973 - Teatro Astral (2020, 라이브 음반, 공식 부트레그)

## 시집
- 1978: Guitarra negra (한국어: 검정 기타). Buenos Aires: Ediciones Tres Tiempos.

## 읽을거리
- Berti, Eduardo (2014). 《Spinetta, crónica e iluminaciones》. Editorial Planeta. ISBN 9504940552. OCLC 905840105.